# Portada de las Falcónidas
La Portada de las Falcónidas o Portada Negra y Blanca hace referencia a una estructura megalítica multicomponente en donde destacan dos columnas circulares talladas y una losa voladiza sobre las mismas, también tallada. El pórtico se ubica en el centro del frontis ubicado en el lado este del Templo nuevo o Edificio A en el centro ceremonial Chavín de Huántar, en Perú. Las imágenes talladas en bajorrelieve en las columnas y friso son complejas y se teoriza que podrían transmitir un mensaje complejo.
Al igual que con otras esculturas en el sitio arqueológico de Chavín como el Lanzón monolítico y las estelas de la Plaza Circular, las columnas y la losa se encuentran amenazadas de perder las imágenes grabadas en ellas debido a una serie de factores como los movimientos sísmicos.
El nombre de Portada Negra y Blanca fue otorgada por el arqueólogo y antropólogo estadounidense John Rowe.

## Ubicación y descripción

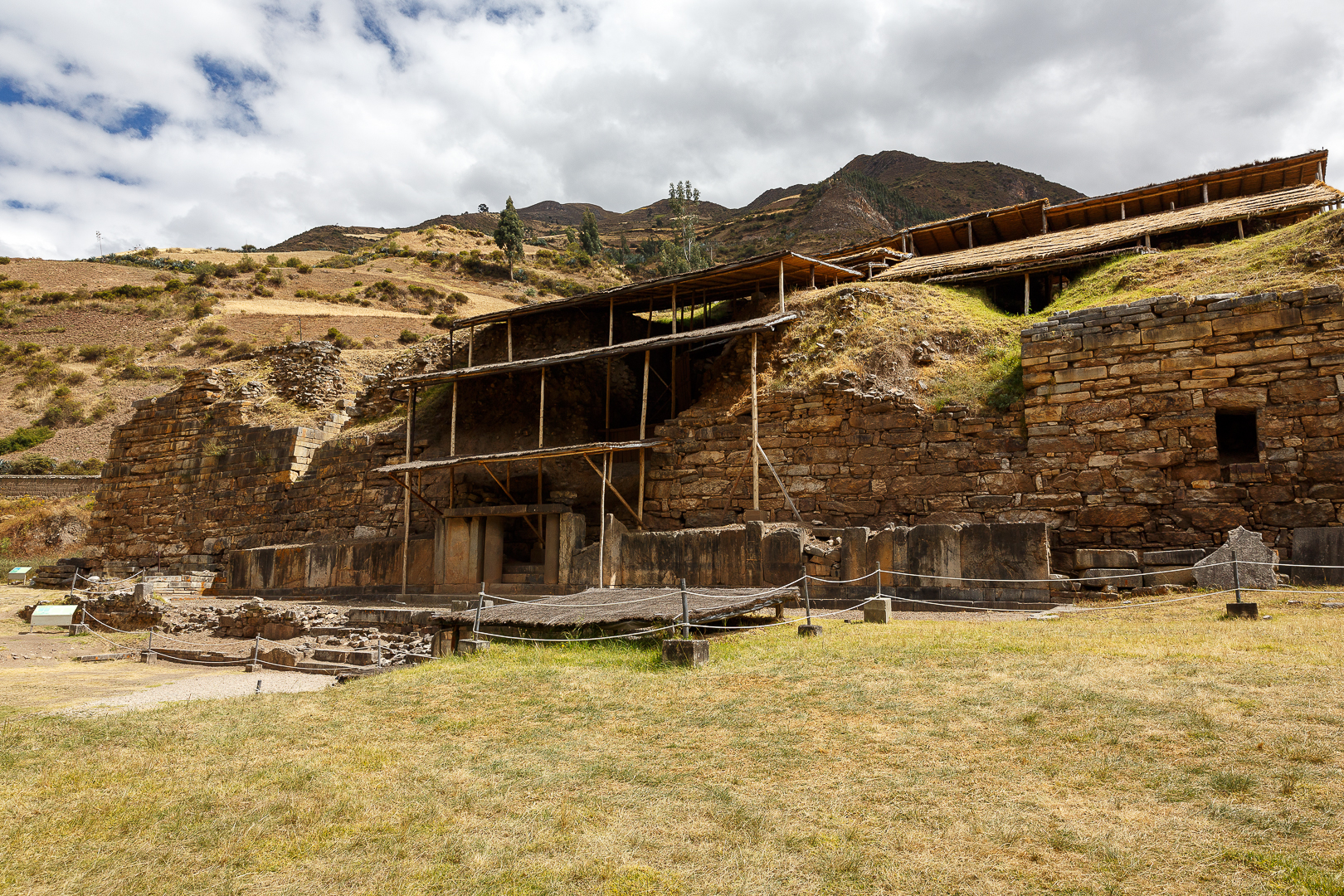
Fachada este del Templo nuevo o Edificio A. En el centro se ubica la Portada de las Falcónidas.

Se ubica en la parte frontal, central y este del Edificio A en el sitio arqueológico de Chavín de Huántar. Hacia la derecha del pórtico y hacia el sur, la fachada se compone por bloques de granito 'blanco'. Hacia la izquierda y hacia el norte, la fachada se compone por bloques de piedra calcárea 'negra'. Frente a la portada se encuentra una plaza cuadrada hundida, denominada Plaza Menor (actualmente tiene forma rectangular). Luego de la Plaza Menor y antes de la Plaza Cuadrada, sobre la denominada Escalinata Blanca y Negra se ubicaba un Pórtico de los Jaguares.

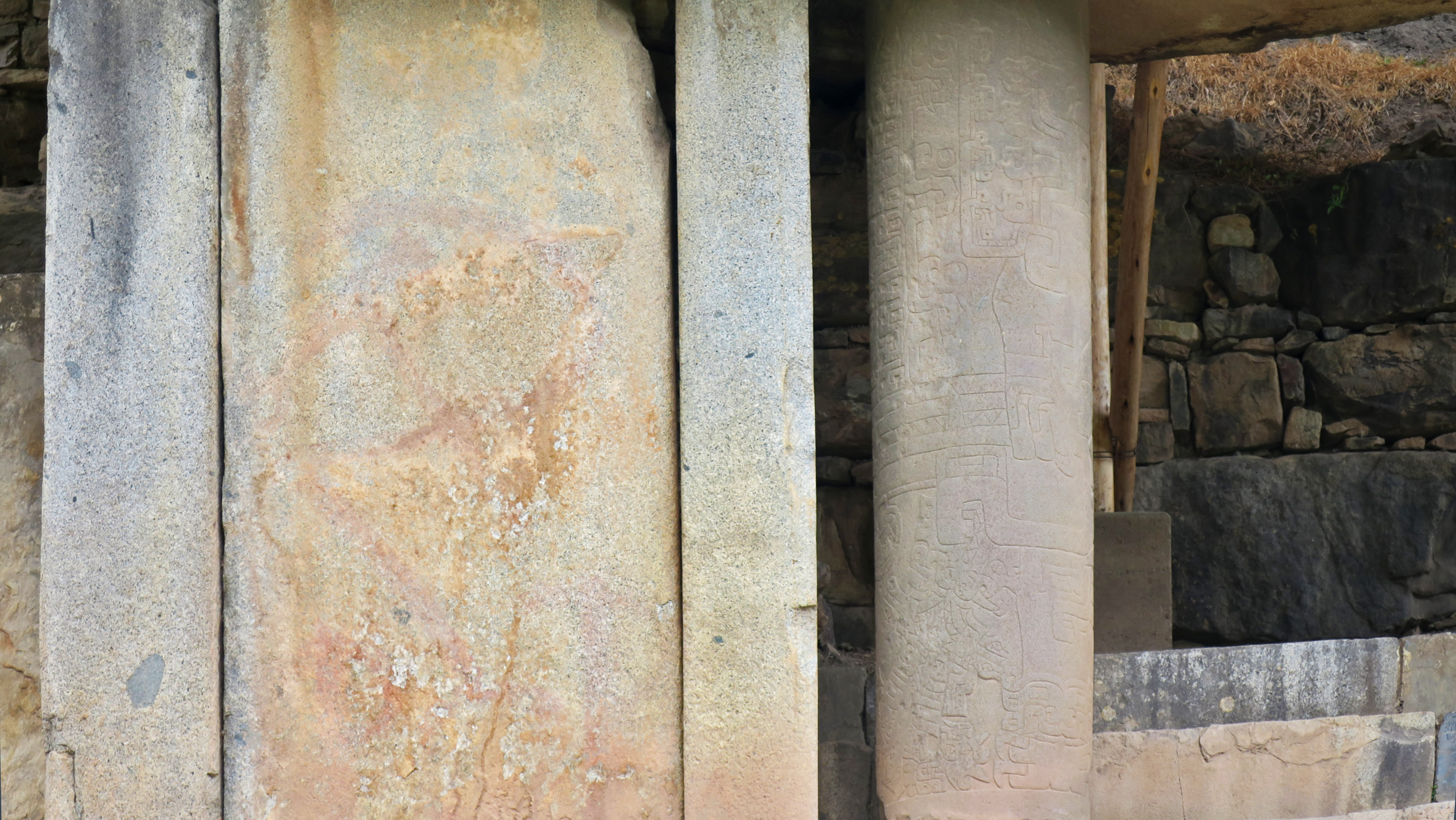
Lado sur o izquierdo del pórtico: jambas trilíticas y columna con tallado en bajorrelieve.

La estructura megalítica de la portada de las Falcónidas tiene varios componentes:
- 2 jambas a los lados, compuestas cada una por tres piezas líticas
- 2 columnas circulares talladas en bajorrelieve, cada con un ser antropomorfo
- 1 friso voladizo con ocho seres zoomorfos falcónidos en bajorrelieve, actualmente partida en dos
- 1 dintel, compuesto por tres piezas, actualmente no es parte de la reconstrucción
- 1 escalera de acceso

### Las columnas circulares

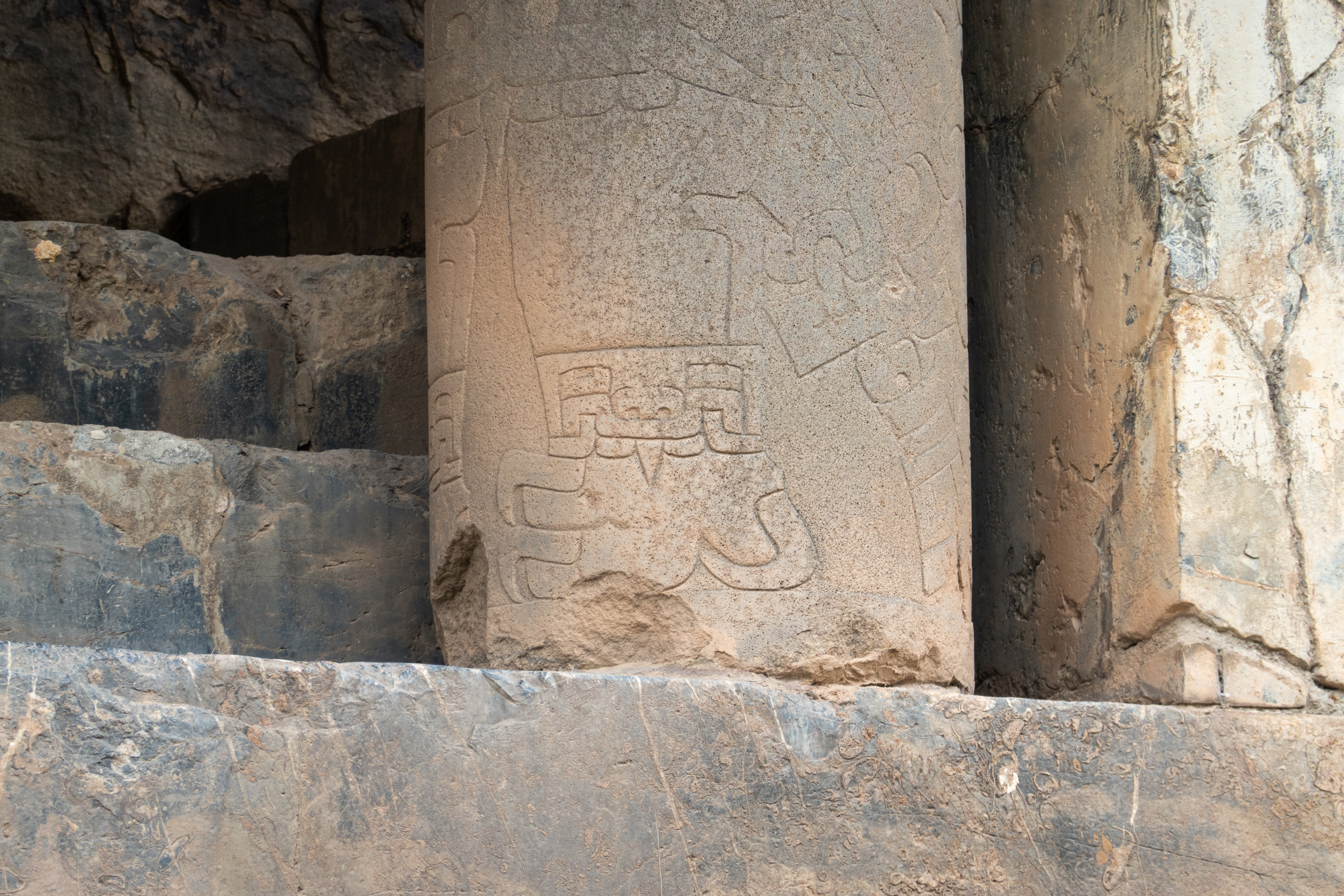
Detalle del ser draconiano masculino grabado en la columna norte.

Las dos columnas tienen 2,30 m de altura, 61 cm de diámetro y 1,91 m de circunferencia. Cada una contiene una representación de un ser antropomorfo. El arqueólogo peruano Luis Guillermo Lumbreras describe a estas representaciones como «seres draconianos, alados, con colmillos y cabeza de falcónidas». El antropólogo estadounidense John Rowe denominó a estas criaturas «ángeles de la guarda». El ser híbrido de la derecha es masculino al contener el atributo de penis aculeatus mientras que el ser de la izquierda femenino al contener el atributo de la vagina dentata.

#### Interpretaciones
John Rowe argumentó en 1972 sobre el rol de los seres draconianos en las columnas postulando que estos seres sirvieron al Dios de las Varas —representado en la Estela Raimondi— y que en el Templo nuevo el culto se dirigió a esta deidad. Por otro lado, mencionó que el objeto de culto principal en el Templo antiguo fue la Gran Imagen o Dios Sonriente, conocido popularmente como Lanzón monolítico.
En cambio, el antropólogo estadounidense Richard Burger argumentó en 1992 que la arquitectura de la Portada incorpora el principio andino cósmico de infinitas dualidades opuestas y complementarias. Por lo tanto, el centro ceremonial de Chavín de Huántar al mostrar los seres draconianos masculino y femenino en las columnas en una fachada dividida en piedra granito 'blanca' y piedra caliza 'negra', transmite ese mensaje de dualidad complementaria —en quechua yanantin— a través de la arquitectura y al mismo tiempo muestra la longevidad en los Andes del concepto.
El arqueólogo John W. Rick argumentó que «en los múltiples medios creados o usados —paisaje, arquitectura, decoración, luz, sonido, plantas psicoactivas—encontró evidencia de una manipulación finamente sintonizada por parte de los planificadores, ejecutores y orquestadores del sitio». En esta hipótesis, por un lado, las representaciones en las esculturas de piedra en Chavín son una evidencia de la manipulación que llevaban a cabo los miembros del culto y, por el otro, el templo Chavín fue un lugar de exploración psicológica y experimentación para comprobar las reacciones de las personas ante diferentes estímulos. A partir de ese razonamiento, Rick y otros autores ven a Chavín como un lugar construido para impresionar y manipular a las personas con el objetivo de hacerlas parte de un sistema de creencias religiosas que sirve a la construcción de la autoridad y el poder de los miembros del culto.
En contraposición a esta hipótesis de Rick,  antropólogos como George F. Lau y Richard Burger interpretan al templo no como un centro diseñado para manipular, sino que argumentan a favor de una mayor complejidad respecto a los motivos de la construcción del lugar proponiendo a Chavín como un importante centro panandino de una red de intercambio de productos —tangibles e intangibles— y peregrinación durante el Formativo Tardío.